# Georg Thöne

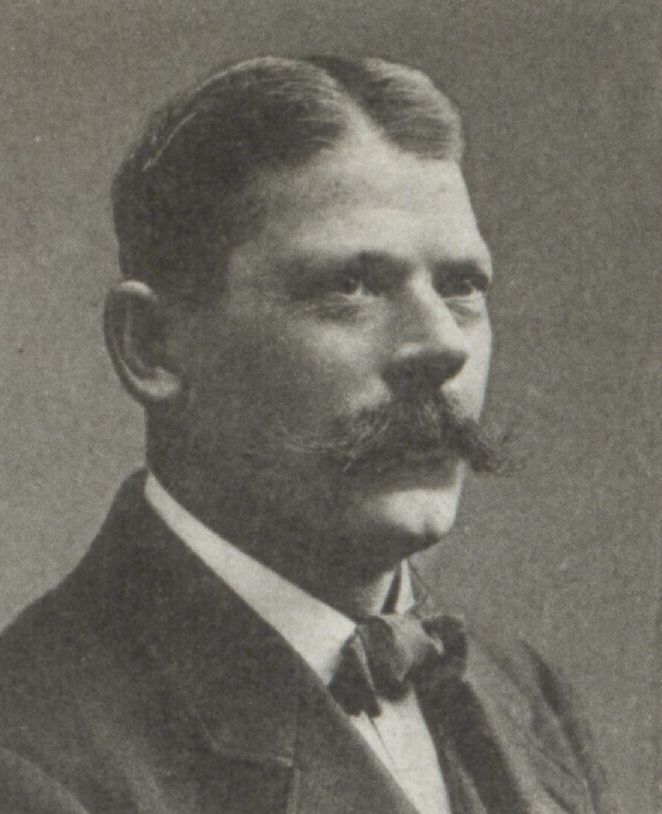
Georg Thöne als Reichstagsabgeordneter 1912

Georg Friedrich Thöne (* 5. Januar 1867 in Niedermeiser; † 4. Mai 1945 in Kassel) war ein deutscher Politiker (SPD).

## Leben und Wirken
Nach dem Besuch der Volksschule in Niedermeiser erlernte Thöne von 1881 bis 1884 das Maurerhandwerk. Von 1903 bis 1907 amtierte Thöne als Gauleiter des Maurerverbandes. Danach bekleidete er von 1907 bis 1919 das Amt des Bezirkssekretärs der Sozialdemokratischen Partei für den Bezirk Kassel. In den Jahren 1908 bis 1919 saß er zugleich in der Stadtverordnetenversammlung von Kassel.
Im Jahre 1912 wurde Thöne für den Reichstagswahlkreis Regierungsbezirk Kassel 4 Mitglied des Reichstages des Kaiserreiches, dem er bis zum Zusammenbruch der Monarchie im November 1918 angehörte. Nach der Novemberrevolution von 1918 gehörte Thöne dem Kasseler Arbeiter- und Soldatenrat an.
Im Januar 1919 wurde Thöne für den Wahlkreis 19 (Hessen-Nassau) in die Weimarer Nationalversammlung gewählt, in der bis zum Juni 1920 saß. Anschließend gehörte er dem Reichstag bis zum Mai 1924 für eine Legislaturperiode als Abgeordneter an. Von 1929 bis 1933 war er zudem stellvertretendes Mitglied des Preußischen Staatsrates.
Für den Zeitraum 1919 bis 1933 war er Mitglied des Kommunallandtag Kassel und Provinziallandtag der Provinz Hessen-Nassau, dessen Präsident er von 1930 bis 1933 war.
Von Dezember 1919 bis ins Jahr 1928 amtierte Thöne als Landrat des Landkreises Witzenhausen. Anschließend bekleidete er bis 1933 fünf Jahre lang das Amt des Vorsitzenden der Landesversicherungsanstalt für die Provinz Hessen-Nassau mit Sitz in Kassel. Nach 1933 wurde er von den Nationalsozialisten aus allen Ämtern vertrieben. Zuletzt wurde Thöne 1938 die ihm 1927 von der Universität Marburg verliehene Ehrensenatorenwürde wieder entzogen. Nach dem Ende der Zeit des Nationalsozialismus wurde er wieder als Ehrensenator geführt.
Heute erinnert unter anderem die Georg-Thöne-Straße in Kassel an Thönes Leben und politische Tätigkeit.